# Awá

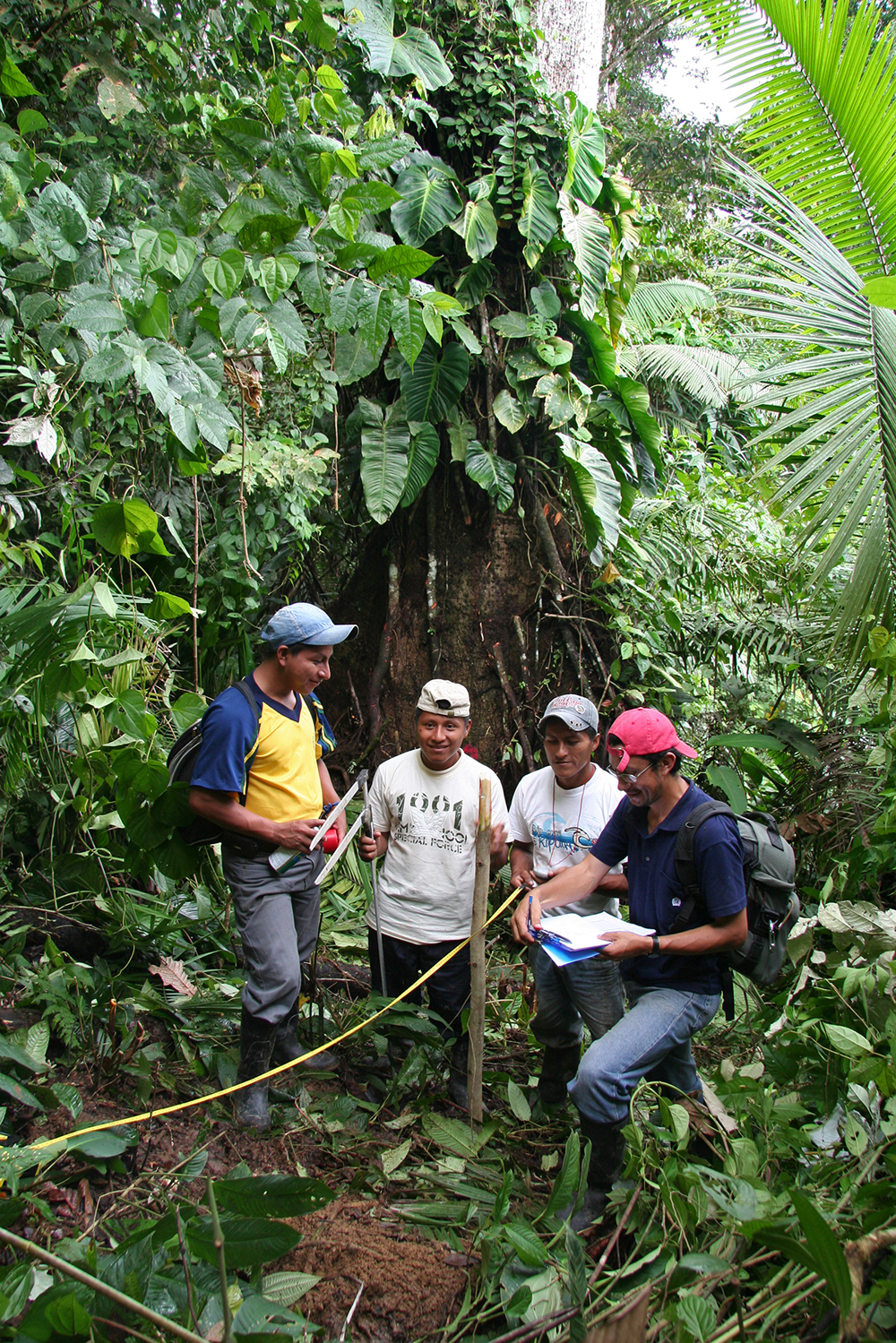
Lidé kmenu Awá se zaměstnanci sdružení Federacion Awá of Ecuador v deštném pralese

Awá nebo také Guajá je vymírající kmen žijící v Brazílii. Podle údajů z roku 2012 ho tvoří už pouze 460 osob. Jeho příslušníci jsou zabíjeni ilegálními dřevorubci, kteří v Amazonii těží cenné dřeviny.